# أعمال شغب وادي الصليب
كانت أعمال الشغب التي اندلعت في وادي الصليب عبارة عن سلسلة من المظاهرات وأعمال التخريب في حي وادي الصليب في حيفا بإسرائيل في عام 1959، والتي أشعل شرارتها إطلاق رجال الشرطة النار على مهاجر يهودي مغربي. واتهم المتظاهرون الشرطة بالتمييز العرقي ضد اليهود المزراحيون.

## تاريخ

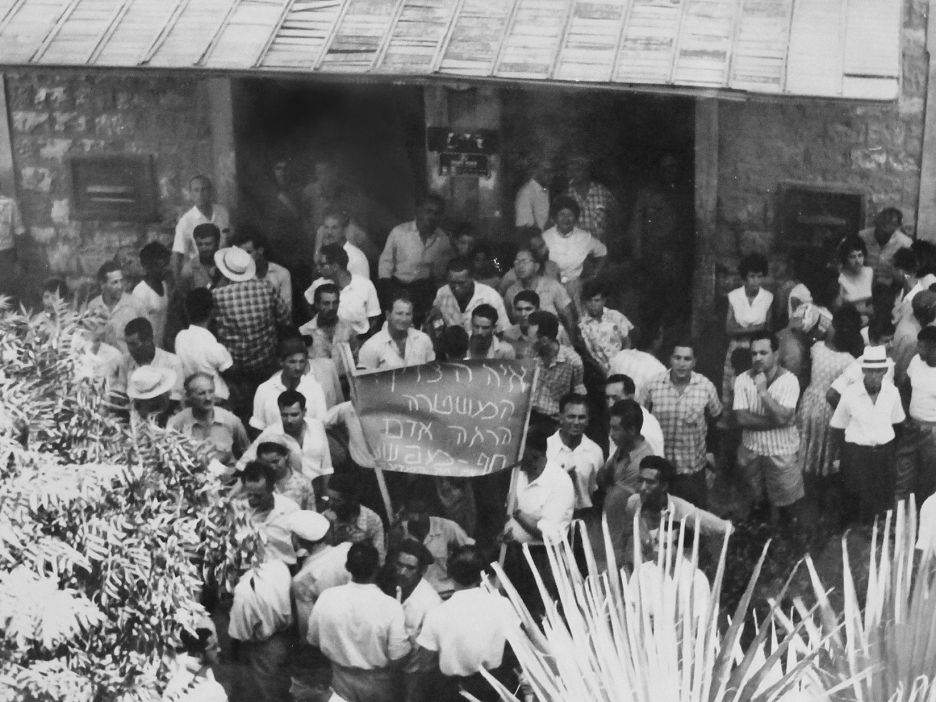
سكان وادي الصليب يتظاهرون امام مركز شرطة حيفا بعد اطلاق النار على يعقوب الكريف

في 9 يوليو 1959، واجهت الشرطة أحد سكان وادي صليب، يعقوب الكريف، الذي كان مخمورا ومزعجا للسلام. وعندما بدأ يتصرف بغطرسة ويلقي الزجاجات الفارغة على الشرطة التي أرسلت للقبض عليه، أطلق عليه الرصاص وأصيب بجروح خطيرة. وقام السكان بمحاصرة سيارة الشرطة وجروا ضابطا منها. ولم يطلق سراحه إلا بعد إطلاق النار في الهواء.
وقد نشأت إفادات متضاربة عن الحدث. وادعى أحد الشهود أن الكريف استفز الضابط بالتهديدات. وذكر شاهد آخر أن ألكاريف، الذي ينظر إليه على أنه مهاجر مغربي نمطي، وعنيف وسريع الغضب، قد أُطلق عليه النار بسبب افتقاره إلى المكانة في المجتمع. وأخيرا، ادعى شاهد آخر أن الضابط أطلق النار بنية تهدئة الحالة التي أدت إلى إطلاق النار عن طريق الخطأ على الكريف.
وبعد شائعات كاذبة عن وفاته اندفع عدة مئات من أهالي وادي الصليب إلى هادار هاكارمل التي تسكنها غالبية من سكان الأشكناز، فحطموا نوافذ المحلات واشعلوا النار في السيارات. بالعودة إلى وادي الصليب إستهدف المتظاهرون الغاضبون مقر ماباي (حزب العمل) والهستدروت (مجلس نقابات العمال الإسرائيلي). وحاولت الشرطة تشتيت المتظاهرين بالقوة، مما اسفر عن اصابة 13 من رجال الشرطة واثنين من المتظاهرين. وألقي القبض على 34 متظاهرا.
في الحادي عشر من يوليو، اندلعت أعمال شغب في أماكن أخرى من إسرائيل، وخاصة في تجمعات كبيرة من المهاجرين المغاربة مثل طبريا، و‌بئر السبع، و‌مجدال هعيمق. قيل أن أعمال الشغب لم تكن عفوية تماما، وأن حركة محلية تدعى ليكود يوتستو تسفون أفريقيا (اتحاد المهاجرين من شمال أفريقيا) شاركت في التخطيط لبعضها. وقد أرسل ديفيد بن حروش، أحد مؤسسي الحركة، إلى السجن. وقد خاض بن حروش انتخابات الكنيست التالية أثناء سجنه على قائمة الاتحاد، ولو أنه فشل في تجاوز العتبة الانتخابية.

## العلاقات الأشكنازية - المزراحية
يُعتقد أن التمييز المتصور ضد المزراحيون كان أحد العوامل الرئيسية المحفزة على أعمال الشغب. وكان هذا الحدث اعترافا أوليا بالتمييز العرقي القائم بين اليهود الإسرائيليين. قبل قيام إسرائيل عام 1948 لم يكن هناك مصطلح «مزراحيم» ولكنه دخل المعجم اليهودي كمصطلح استخدمه الأشكناز على نطاق واسع للإشارة إلى اليهود من الشرق الأوسط و‌شمال أفريقيا.
وكان ينظر إلى المزراحيون باعتبارهم متلقين سلبيين في حين ساهم الأشكناز بنشاط في خلق الرؤية الصهيونية للمجتمع اليهودي الوطني في إسرائيل. واضطر العديد من المزراحيين إلى الهجرة إلى إسرائيل، فأصبحوا لاجئين معدمين؛ وهو الوضع الذي تولوه عندما ردت بعض الدول العربية على طرد إسرائيل للفلسطينيين بالاستيلاء على منازل وممتلكات مواطنيها من المزراحيون.
أعمال الشغب في وادي صليب ما زالت يتردد صداها في المجتمع الإسرائيلي على أنها عَرَض من أعراض القلق الاجتماعي الذي أدى إلى صدامات بين اليهود المزراحيين واليهود الأشكنازيين.

## وصلات خارجية
- Yfaat Weiss, A Confiscated Memory: Wadi Salib and Haifa's Lost Heritage, Columbia University Press, 2011, http://bucerius.haifa.ac.il/images/publications/AConfiscatedMemory.pdf.
- A Black Flag in a Red City, Haifa City Museum